# Podocarpus pseudobracteatus
Podocarpus pseudobracteatus — вид хвойних рослин родини подокарпових.

## Поширення, екологія
Країни поширення: Індонезія (Папуа); Папуа Нова Гвінея. Це один з видів гірських і високогірних мохових Castanopsis-Nothofagus лісів, де зазвичай досягає пологу. На великих висотах і на відкритих гірських хребтів і вершин, цей ліс стає низьким і хирлявим і дерева досягають лише 5-10 м, але в більш захищених місцях, де ліс росте вище може досягти більшого розміру. Його діапазон висот від 1700 м на нижній межі до 2200—2850 м над рівнем моря. На великих висотах цей вид може статися в болотних лісах разом з Dacrycarpus і Dacrydium, або може увійти в склад альпійських чагарників, де домінують вересові, миртові, а іноді подокарпові.

## Використання
Будучи зазвичай хирлявим деревом, цей вид не має ніякої комерційної цінності для деревини; інші застосування не відомі.

## Загрози та охорона
Серйозних загроз не має. Цей вид не записаний в охоронних територіях.